# Симпатрия

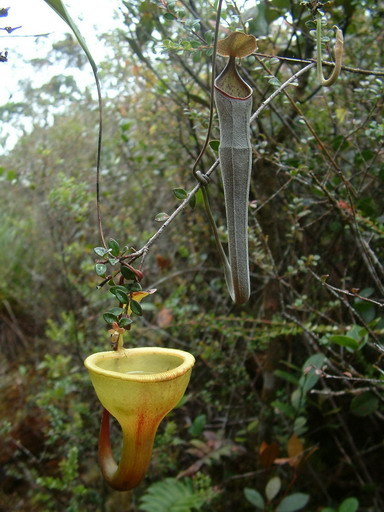
Симпатрические хищные растения рода Nepenthes в верхнем поясе горных лесов Суматры: N. jamban (слева) и N. lingulata (справа).

Симпатри́я (от греч. σύν sýn — вместе и πατρίς patris — родина) — способность двух видов или форм сосуществовать на одной территории. Таким образом, зона симпатрии — это зона перекрывания ареалов двух видов или форм. «Две формы (или два вида) называются симпатрическими (sympatric), если они встречаются вместе, то есть, если области их распространения перекрывают друг друга или совпадают». Термин введён Эдвардом Пультоном в 1903 году.
Первоначально скрещивающаяся популяция, которая разделяется на два или более отдельных вида, имеющих общий ареал, является примером симпатрического видообразования. Такое видообразование может быть результатом репродуктивной изоляции, которая препятствует тому, чтобы гибридное потомство было жизнеспособным или способным к воспроизводству, тем самым уменьшая поток генов, что приводит к генетической дивергенции:241. Симпатрия двух видов может возникать, но не обязательно, в результате вторичного контакта, который является завершающим этапом аллопатрического видообразования или дивергенции с последующим расширением ареала, ведущим к перекрыванию ареалов. Симпатрические виды или таксоны при вторичном контакте могут скрещиваться, а могут и не скрещиваться.